# Покиданець Михайло Григорович
Михайло Григорович Покиданець (нар. 6 жовтня 1939, село Гаї-Розтоцькі, нині  Тернопільського району Тернопільської області) — український педагог, вишивальник. Заслужений майстер народної творчості України (1997). У 2008 — обласна премія імені Георгія Гараса.

## Життєпис
Мати Михайла Покиданця також була вишивальницею.
Закінчив географічний факультет Львівського університету (1961, нині національний університет).
4 роки навчався на хореографічних курсах при Львівському театрі опери й балету. Танцював у ансамблі «Галичина», разом із яким знявся у фільмі Сергія Параджанова «Тіні забутих предків».
З 1965 року працює вчителем у Калуші — спочатку у СШ № 1, а потім — № 5. Нині викладає хореографію у початковій школі Чернівецької гімназії № 4, є керівником дитячого ансамблю народного танцю «Вітерець» та завідує тут музеєм народної вишивки й одягу західних областей України. Експозицію збирав, систематизовував, упорядковував разом з учнями.
Нині проживає в місті Чернівці, Чернівецької області; до 1998 працював учителем у школі у Калуші.

## Творчість
Вишиває рушники, серветки, сорочки, блузки та ін. Працює у різних вишивальних техніках: від хрестика — до низинки, мережок, стебнівки, ретязів, виколів, ляхівок, настилу, поверхниці, кісок тощо.
Серед творів — рушник «Мальви», присвячений пам'яті українського співака Володимира Івасюка (зберігається в музеї В. Івасюка в Чернівцях)
Розробки візерунків для вишивання, виконані майстром, публікували журнали «Україна», «Наш дім», «Краса і мода», «Народна творчість та етнографія», «Радянська жінка», згодом — «Жінка».
Роботи Покиданця зберігаються в музеях, приватних колекціях.

## Виставки
Учасник виставок в Україні й за кордоном. Перша виставка робіт відбулася у 1989 у місті Вінніпег (Канада).
Згодом персональні виставки у Києві, Вінніпезі (Канада), Мінську, Сочі та ін.
У 2005—2006 — у Київському літературно-меморіальному будинку в музеї Т. Г. Шевченка відбулися персональні виставки робіт, присвячених Кобзареві.